# Битва при Рейменаме
Битва при Ре́йменаме — сражение Восьмидесятилетней войны между войсками голландских Генеральных штатов и испанской армией генерал-губернатора Нидерландов Хуана Австрийского, состоявшееся 31 июля 1578 года около Рейменама в современной Бельгии.

## Предыстория
Гентское умиротворение принесло спокойствие в контролируемые испанской короной Нидерланды. Когда в ноябре 1576 года новый генерал-губернатор, сводный брат короля Филиппа Хуан Австрийский, прибыл в страну, он первоначально симулировал готовность сотрудничать с Генеральными штатами, но вскоре произошёл разрыв, и война возобновилась. С января 1578 года силы Хуана австрийского росли за счет прибытия подкреплений из Испании. Накопив силы, он почти сразу же добился блестящей победы в битве при Жамблу. Это побудило иностранные державы от имени Генеральных штатов вмешаться в конфликт. Королева Елизавета Английская отправила на континент деньги и войска. Эти подкрепления составили костяк возрожденной армии Штатов, которая встала лагерем близ Рейменама в течение июля 1578 года. Номинальным командиром этой армии был Максимилиан де Энен-Льетар, граф Буссю. Она состояла в основном из английских наёмников под руководством сэра Джона Норрейса и сэра Ричарда Бингема, шотландских наёмников под командой Роберта Стюарта и французских гугенотов во главе с Франсуа де Лану. Накануне сражения Боссу ожидал подкреплений из Пфальц-Цвейбрюккена, которые уже были собраны возле Зютфена, но не выдвигались без оплаты своих услуг английской королевой. Без этих подкреплений Боссу имел под рукой 18 000 пехотинцев и 2 000 кавалеристов.
Дон Хуан, со своей стороны, располагал силой из не более 12 000 пехотинцев и 5 000 всадников. Даже без подкреплений голландская армия превосходила числом испанскую, и во время военного совета Алессандро Фарнезе и опытный командир Габрио Сербеллони призвали к осторожности. Тем не менее, Хуан Австрийский решил атаковать.

## Битва
Армия Хуана Австрийского атаковала врага рано утром 31 июля 1578 года.. Голландская армия располагалась перед Рейменамом, защитив фланги лесом. В передней части позиций были вырыты траншеи. Дон Хуан подошёл к траншеям в надежде, что Боссу согласится на открытый бой, но голландский командир дал приказ не вступать в схватку. После трёхчасового ожидания Хуан приказал отряду мушкетёров Алонсо де Лейвы и трем отрядам кирасиров маркиза дель-Монте сделать манёвр и зайти голландцам в тыл. На этот раз Боссу поддался на провокацию и приказал Норрейсу вступить в бой. Завязалась перестрелка.
В это время в передние ряды вышли шотландские наёмники Стюарта, немедленно атакованные испанский пехотой под командованием Фернандо де Толедо. Испанская пехота во главе с Алессандро Фарнезе атаковала траншеи. Между тем Толедо оттеснил Норрейса обратно в деревню. В ходе контратаки солдаты Норрейса подожгли несколько домов в деревне. Это было неправильно истолковано испанскими командирами как попытка Буссю сжечь свой обоз перед отступлением. Полагая, что голландцы готовят отход, испанцы устремились в атаку, несмотря на попытки Хуана Австрийского и Фарнезе остановить их. Когда Лейва и Толедо достигли центра деревни, они обнаружили, что их заманили в ловушку.
На самом деле укрепленный лагерь Буссю располагался за деревней. Пятьсот испанских мушкетёров и шестьсот кавалеристов оказались в зоне поражения вражеской артиллерии. Но вместо артобстрела шотландские солдаты разделись до пояса и под пение псалмов ринулись на изумленных испанцев. В то же время голландская артиллерия открыла огонь. Испанскому отряду угрожало полное истребление. Фарнезе во главе кавалерии удалось совершить умелый манёвр и выйти из возможного окружения.
Как обычно, сообщения о жертвах разнятся. Согласно голландским историкам, испанцы потеряли не менее 1000 убитыми. Испанские исследователи указывают цифру 400 как численность потерь испанской армии.

## Последствия
После поражения дон Хуан Австрийский сначала удалился в Тинен, но вскоре был вынужден отступить в Намюр. Таким образом, он отказался от большинства территориальных приобретений, сделанных после битвы при Жамблу. 1 октября 1578 года он внезапно умер от тифа в лагере у Намюра.